# Голос разума (партия)
«Голос разума» (греч. Φωνή Λογικής), — крайне правая партия в Греции. Существует с 2023 года.
На выборах в Европарламент в 2024 году она получила 3,04% голосов, завоевав один мандат, который был передан главе партии, Афродите Латинопулу.